# Serraca variegata
Serraca variegata là một loài bướm đêm trong họ Geometridae.